# Cantone di Matour
Il Cantone di Matour era una divisione amministrativa dell'arrondissement di Mâcon.
È stato soppresso a seguito della riforma complessiva dei cantoni del 2014, che è entrata in vigore con le elezioni dipartimentali del 2015.
Comprendeva i comuni di:
- Brandon
- La Chapelle-du-Mont-de-France
- Dompierre-les-Ormes
- Matour
- Montagny-sur-Grosne
- Montmelard
- Trambly
- Trivy